# Raniero Fasani
Raniero Fasani (Perugia, ... – Perugia, 1281) è stato un religioso e francescano italiano, noto per aver dato origine nel 1260 al movimento dei flagellanti o disciplinati, gruppi di fedeli che in processione usavano cantare e flagellarsi in pubblico per espiare le colpe terrene e prepararsi per il giudizio universale.

## Biografia

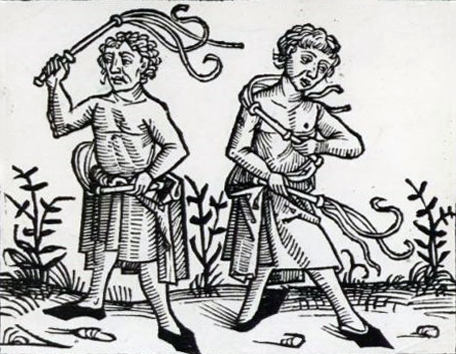
Flagellanti (xilografia del XV secolo)

Le notizie sulla vita di Raniero Fasani sono talmente incerte o poco affidabili che ne è stata messa in discussione perfino la stessa realtà storica. Nacque probabilmente a Perugia verso l'inizio del XIII secolo. Secondo l'erudito Ludovico Jacobilli, apparteneva alla nobile famiglia dei Fagiani di Perugia, decaduta nel secolo successivo alla morte del nostro. Secondo l'anonimo autore de La lezenda de Fra Rainero Faxano, Fasani sarebbe stato un eremita francescano che avrebbe abbandonato la vita solitaria di preghiera tra il 1258 e 1260, dopo l'apparizione del santo eremita Bevignate e della Madonna; La lezenda è giudicata tuttavia inaffidabile anche per numerose incongruenze cronologiche.
Nel 1260 Fasani sarebbe stato il promotore del movimento penitenziale dei fiagellanti. La flagellazione era in uso già a partire dall'VIII secolo, come ci testimoniano i libri penitenziali, ossia quelle opere nelle quali venivano catalogate le singole colpe con le rispettive pene canoniche, per l'amministrazione della penitenza; quel tipo di flagellazione era attuata tuttavia solo da singoli individui. Fra Raniero la rese invece pubblica riuscendo a coinvolgere perfino il Consiglio comunale di Perugia il quale, con una delibera del 4 maggio 1260, le diede pubblica consacrazione. Il movimento dei flagellanti da Perugia si diffuse fino all'Europa centrale, finché non fu messo al bando da Papa Clemente VI nel 1349.